# Agustín Gómez Morato
Agustín Gómez Morato (1879 - València, 1 de febrer de 1952) va ser un militar valencià, que va ocupar diversos càrrecs militars durant el període de la Segona República. En la seva carrera militar va aconseguir el grau de general de divisió, pertanyent a l'arma d'Infanteria del Exèrcit de Terra espanyol.

## Biografia
Ingressa en l'exèrcit el 26 d'agost de 1895, aconseguint el grau de general de divisió el 1928. Des del 13 de març de 1931 va presidir el consell de guerra contra alguns dels implicats en la revolta de Jaca. Durant la proclamació de la Segona República Espanyola el 1931 era governador militar d'Aragó, tenint per aquestes dates un incident amb el llavors director de l'Acadèmia Militar de Saragossa, Francisco Franco: Gómez Morato li va telefonar i va ordenar hissar la bandera republicana, car continuava la bandera roja i groga de la monarquia. Franco va dir que només es podia fer mitjançant ordre escrita prèvia, i així continuaria durant uns dies més fins que finalment va ser canviada. Va recolzar des del principi les profundes reformes que va introduir Manuel Azaña en el funcionament de l'exèrcit, qui el va nomenar cap de l'Exèrcit del Marroc a principis de 1932. Amb residència a Ceuta, a les seves ordres es trobaven les dues circumscripcions militars del protectorat espanyol a la zona.
El cap del Govern i ministre de la Guerra, Alejandro Lerroux, va sotmetre a la signatura del president de la República el Decret de 15 de febrer de 1935 nomenant Agustín Gómez cap de la III Divisió Orgànica amb seu a la ciutat de València. No obstant això, el 1936 estava una altra vegada a càrrec de l'Exèrcit del Marroc. Llavors resulta ser el blanc d'antipaties entre certs cercles militars, ja que s'havia convertit en el militar que va ajudar el nou president Azaña a traslladar i situar militars lleials en llocs d'importància. El 17 de juliol, trobant-se a Larraix, es va assabentar per una trucada telefònica del president del govern Casares Quiroga que les guarnicions de l'Exèrcit d'Àfrica s'havien alçat en armes i va acudir a Melilla a fer-se càrrec de la situació, però fou detingut pels revoltats al moment d'aterrar en l'aeroport de Melilla. Després d'haver fet empresonar al titular del lloc, el general Franco, comandant militar de les illes Canàries, es va nomenar a si mateix comandant en cap de l'Exèrcit del Marroc. Mitjançant un decret de 23 de desembre de 1936, els revoltats van disposar la seva baixa en l'exèrcit.
Arrestat durant tota la contesa, una vegada finalitzada va ser processat, jutjat en la causa 1/1940 i condemnat a dotze anys de presó. Algun temps després va ser posat en llibertat, i va morir a València l'1 de febrer de 1952. Segons alguns historiadors estava afiliat a la maçoneria. Com a curiositat, cal ressaltar que tres dels seus fills i el seu gendre van combatre com a oficials en l'Exèrcit revoltat.